# Alsophila camerooniana
Alsophila camerooniana is een plantensoort uit de familie Cyatheaceae. Het is een boomvaren met een stam van 3 meter hoogte. Ook de varenbladen kunnen 3 meter lang worden.
De soort komt voor van tropisch West-Afrika tot in Angola. Hij groeit daar in montane bossen op een hoogte van 900 tot 1200 meter, vooral in vochtige bodems en nabij rivierbanken.

## Variëteiten
De soort telt zeven variëteiten:
- Alsophila camerooniana var. aethiopica (Welw. ex Hook.) J.P.Roux - (Ethiopië, Comoren)
- Alsophila camerooniana var. camerooniana - (Tropisch West-Afrika tot in Angola)
- Alsophila camerooniana var. congi (Christ) J.P.Roux - (Congo-Kinshasa)
- Alsophila camerooniana var. currorii (Holttum) J.P.Roux - (Principe)
- Alsophila camerooniana var. occidentalis (Holttum) J.P.Roux - (Tropisch West-Afrika tot in Kameroen)
- Alsophila camerooniana var. ugandensis (Holttum) J.P.Roux - (Oeganda)
- Alsophila camerooniana var. zenkeri (Hieron. ex Diels) J.P.Roux - (Ivoorkust en westelijk Centraal-Afrika)

## Synoniemen
- Cyathea camerooniana Hook.